# Liste antiker Ortsnamen und geographischer Bezeichnungen/Pu
| Lateinischer Name | Griechischer Name     | Beschreibung                     | Heute                       | Quellen und Verweise | Lage |
| ----------------- | --------------------- | -------------------------------- | --------------------------- | -------------------- | ---- |
| Publicanos        |                       |                                  |                             | Smith;               |      |
| Pucinum           |                       |                                  |                             | Smith;               |      |
| Pulchrum Prom     |                       |                                  |                             | Smith;               |      |
| Pullariae         |                       |                                  |                             | Smith;               |      |
| Pultovia          |                       |                                  |                             | Smith;               |      |
| Punicum           |                       |                                  |                             | Smith;               |      |
| Punicum           |                       |                                  |                             | Smith;               |      |
| Puplisca          |                       |                                  |                             | Smith;               |      |
| Pura              | Πούρα (Poura)         | Stadt in Gedrosien               |                             | Smith;               |      |
| Purpurariae Ins   |                       |                                  |                             | Smith;               |      |
| Puteolanus Sinus  |                       |                                  |                             | Smith;               |      |
| Puteoli           | Πουτεόλοι (Pouteoloi) | Stadt an der Küste von Kampanien | Pozzuoli am Golf von Neapel | Smith;               |      |
| Putput            |                       |                                  |                             | Smith;               |      |